# Marco Hagemann
Marco Hagemann (ur. 15 listopada 1976 w Gütersloh) – niemiecki piłkarz, komentator sportowy.

## Wczesne życie
Marco Hagemann urodził się w Gütersloh, jednak wychowywał się w Schloß Holte-Stukenbrock, gdzie w młodości był zawodnikiem klubu sportowego VfB Schloß Holte. Grał w występującej Landeslidze drużynie piłkarskiej oraz w sekcji tenisowej w Bezirkslidze.

## Kariera telewizyjna
Marco Hagemann w 2000 roku rozpoczął pracę w telewizji, w stacji sportowej Sport1, gdzie pracował najpierw jako redaktor wiadomości w programie pt. Newscenter, następnie w Bundesliga Aktuell. Pierwsze doświadczenia w roli komentatora piłkarskiego zdobywał w programach pt. LaOla i Bundesliga Pur.
W latach 2004–2014 pracował głównie dla stacji Sky Deutschland, w której komentował mecze piłkarskie: Bundesligi, 2. Bundesligi, Premier League, Primera División, Pucharu Niemiec, Ligi Mistrzów, Ligi Europy, a także tenisa (w latach 2007–2013 relacjonował turniej Wimbledonu).
W latach 2006–2018 pracował także w stacji Eurosport, na której komentował mecze piłkarskie oraz ważne turnieje tenisowe.
Od września 2014 roku komentował mecze piłkarskiej reprezentacji Niemiec w ramach eliminacji mistrzostw Europy 2016 Grupy D oraz mistrzostw świata 2018 Grupy C w stacji RTL, a od 11 września 2015 roku relacjonuje mecze Premier League i Primera División dla sportowego serwisu internetowego Spox.com.
W okresie od 2 maja 2016 roku od 11 maja 2018 roku prowadził piłkarski talk-show pt. Kicker.tv – Der Talk, którego producentami są Eurosport oraz magazyn sportowy pt. Kicker. 2 lutego 2017 roku wraz z współprowadzącym Markusem Theilem, głównym prezenterem Matthiasem Stachem oraz producentem wykonawczym Fredericem Jouonem zdobyli Nagrodę Niemieckiej Telewizji w kategorii Najlepszy program sportowy, natomiast 3 kwietnia 2017 roku otrzymał Nagrodę Niemieckiego Dziennikarza Sportowego w kategorii Nowicjusz za prowadzenie talk-show pt. Kicker.tv – Der Talk.

## Ciekawostki
- Według Hagemanna cechy dobrego komentatora to: nie traktowanie siebie zbyt poważnie, skupianie się na danej dyscyplinie sportowej, cenienie emocji, dowcipu oraz obiektywizmu[10].
- Od 2015 roku wraz z Hansi Küpperem komentuje mecze w grach wideo z serii Pro Evolution Soccer.
- Komentował mecze piłkarskie dla serwisu internetowego DAZN[11].
- Od sierpnia 2020 roku komentuje także mecze piłkarskie oraz tenisa na niemiecko-austriackiej stacji ServusTV (debiut zaliczył pod koniec sierpnia 2020 roku podczas turnieju tenisowego Helden Cup).
- Jest fanem Borussii Dortmund oraz angielskiej piłki nożnej (szczególnie FC Liverpoolu)[12].
- Jest komentatorem w konkursie programu pt. Ewige Helden, emitowanego na stacji VOX.

## Nagrody
- 2017: Nagroda Niemieckiej Telewizji w kategorii Najlepszy program sportowy (wraz z Markusem Theilem, Matthiasem Stachem oraz Fredericem Jouonem)[8]
- 2017: Nagrodę Niemieckiego Dziennikarza Sportowego w kategorii Nowicjusz za prowadzenie talk-show pt. Kicker.tv – Der Talk[9]

## Życie prywatne
Marco Hagemann mieszka w Monachium.